# Magneuptychia helle
Magneuptychia helle är en fjärilsart som beskrevs av Pieter Cramer 1780. Magneuptychia helle ingår i släktet Magneuptychia och familjen praktfjärilar. Inga underarter finns listade i Catalogue of Life.